# Frankenstein vs. the Creature from Blood Cove
Pour plus de détails, voir Fiche technique et Distribution.
Frankenstein vs. the Creature from Blood Cove est un film américain réalisé par William Winckler, sorti en 2005.

## Synopsis
De passage dans une petite ville côtière, un photographe et son équipe sont attaqués par une créature mi-homme mi-poisson. Trouvant refuge parmi les scientifiques à l'origine de cette abomination, ces derniers se mettent en tête de ressusciter la créature de Frankenstein pour les aider à vaincre cette menace.

## Fiche technique
- Titre : Frankenstein vs. the Creature from Blood Cove
- Réalisation : William Winckler
- Scénario : William Winckler
- Musique : Mel Lewis
- Photographie : Matthias Schubert
- Montage : Matthias Schubert et Kate Sobol
- Production : William Winckler
- Société de production : William Winckler Productions
- Pays d'origine : États-Unis
- Format : Noir et blanc - 1,85:1 - Stéréo - DV
- Genre : Horreur, science-fiction et fantastique
- Durée : 90 minutes
- Date de sortie : 4 octobre 2005 (sortie vidéo États-Unis)

## Distribution
- G. Larry Butler : le docteur Monroe Lazaroff
- William Winckler : Bill Grant
- Dezzirae Ascalon : Dezzirae Lee
- Corey Marshall : le monstre / le fantôme / le loup-garou
- Gary Canavello : Percy Featherstone
- Alison Lees-Taylor : le docteur Ula Foranti
- Lawrence Furbish : la créature de Frankenstein
- Rich Knight : Salisbury
- Mimma Mariucci : Mimi
- George Lindsey Jr. : Harry Granville
- Noush D. : Lunden
- Selena Silver : elle-même
- Tera Cooley : Gabrielle
- Carla Harvey : Beula
- Lisa Hammer : la fiancée du monstre
- Raven De La Croix : la gitane

## Autour du film
- Le tournage s'est déroulé à Burbank et Los Angeles, ainsi qu'en Californie du Sud.
- À noter, la petite apparition dans un bar de Lloyd Kaufman et Ron Jeremy, ainsi que celle de l'auteur de science-fiction David Gerrold dans le rôle de l'écrivain David.
- G. Larry Butler, Gary Canavello, Mimma Mariucci, Sandra Dease et Raven De La Croix avaient déjà joué ensemble dans The Double-D Avenger (2001), précédent film du cinéaste.

## Distinctions
- Prix du meilleur film, lors de la World Horror Convention en 2006.